# 마리네뜨 뒤팽-쳉
마리네뜨 뒤팽-쳉(영어: Marinette) 또는 레이디버그(영어: ladybug)는 애니메이션 《미라큘러스: 레이디버그와 블랙캣》의 여주인공이자, 미라클스톤의 수호자이다. 아드리앙 아그레스트를 좋아한다.
요정은 티키이며, 티키는 뭐든 창조할 수 있는 힘을 가졌다. 미라클스톤은 귀걸이이다. 
주요 무기는 마법의 힘이 담겨 있는 마법의 요요다. 티키가 매직 마카롱을 먹으면  아쿠아 레이디버그, 파란색 매직 마카롱은 아이스 레이디버그로 변신할 수 있다.

## 작중 행적

### 시즌 1
학교에 지각해서 뛰어가던 중, 쓰러진 할아버지를 발견해 도와준다. 그 할아버지는 사실 미라클스톤의 수호자 마스터 푸이며, 마리네뜨가 좋은 레이디버그가 될 수 있다고 생각하며 미라클스톤을 준다.
클로이가 사브리나의 검은 나비 위치를 알려주어 되돌릴 수 있었으나, 레이디버그는 클로이를 무시하는 태도로 클로이를 모욕해서 검은 나비에 지배당했다.

### 시즌 2
마스터 푸가 힘을 키우는 방법을 알게 되어, 티키에게 매직 마카롱을 먹이면 티키가 마리네뜨를 아쿠아 레이디버그, 아이스 레이디버그로 변신시켜준다.

### 시즌 3
자신의 정체를 숨기기 위하여 어쩔 수 없이 블랙캣에게 사랑고백을 했다가 자신의 아빠를 늑대 아빠로 지배당하게 만들었다. 기억을 잃어 잠시 블랙캣의 정체를 알고 있다가, 신비한 치유의 힘으로 기억을 되찾았다. 미라클스톤을 잃어버려 아드리앙과 미라클스톤을 잠시 바꿔 사용하여, 플랙이 마리네뜨를 레이디블랙으로 변신시켜주었다.
아드리앙이 카가미와 더 친해진 모습을 보고 자신도 루카가 자신을 위해 쓴 노래를 들으며 아드리앙을 포기하려는 모습이 보인다. 마스터 푸가 미라클스톤의 위험을 감지해 수호자 자리를 마리네뜨에게 넘겨 주었고, 마리네뜨는 미라클스톤 수호자가 되었다.

### 시즌 4
루카와 데이트하다가 검은나비에 지배당한 사람들이 계속 나타나 데이트에 집중을 못하자,
루카는 마리네뜨에게 진실을 알려달라고 한다. 하지만 마리네뜨가 말하지 않자, 루카는 지배당한다.
같은 시각 아드리앙과 카가미가 데이트를 하고있는데 마찬가지로 아드리앙이 데이트에 집중을 못한다.
카가미는 아드리앙이 말을 안 해주자 지배당한다.